# Operatie (wiskunde)
Een operatie of bewerking in de wiskunde en de logica is – in de simpelste vorm van zijn betekenis – een actie of procedure die uit een of meer invoerwaarden (operanden) een nieuwe waarde produceert. Er zijn twee veel voorkomende types: bewerkingen met één invoerwaarde en bewerkingen met twee invoerwaarden, de unaire en de binaire operaties. Unaire operaties zijn operaties op een enkele operand. Voorbeelden zijn de ontkenning en goniometrische functies. Binaire operaties werken met twee operanden. Voorbeelden van binaire operaties zijn optellen, aftrekken, vermenigvuldigen, delen en machtsverheffen.
Operaties kunnen behalve op getallen ook uitgevoerd worden op wiskundige objecten. De logische waardes waar en onwaar kunnen door logische operaties, zoals en, of, en niet gecombineerd worden. Vectoren kunnen worden opgeteld en afgetrokken. Rotaties in drie dimensies kunnen uit rotaties om de drie coördinaatassen worden gecombineerd. De operaties op verzamelingen omvatten onder andere vereniging en doorsnede, maar ook de unaire operatie van het complement van een verzameling. Operaties op functies zijn bijvoorbeeld compositie en convolutie.
Operaties kunnen betrekking hebben op ongelijksoortige objecten. Een vector kan worden vermenigvuldigd met een scalair om als resultaat een andere vector te vormen. En de inproduct-operatie op twee vectoren resulteert daarentegen weer in een scalair. Een operatie kan al of niet bepaalde eigenschappen, zoals associativiteit, commutativiteit en idempotentie bezitten.
De waarden die gecombineerd worden worden operanden, argumenten, of inputparameters genoemd, de geproduceerde waarde wordt de waarde, het resultaat, of de outputparameter. Operaties kunnen betrekking hebben op een of meer operanden. 
Een operatie lijkt op een operator, het gezichtspunt is echter anders. Als men uitgaat van de operanden en het resultaat, spreekt men van de "optellingsoperatie", maar wanneer men op het proces, of vanuit een meer abstract gezichtspunt op een functie {\displaystyle +:S\times S\to S} focust, heeft men het over de "opteloperator". 

## Algemene definitie
Een operatie {\displaystyle \omega } is een functie van de vorm {\displaystyle \omega \colon X_{1}\times \ldots \times X_{k}\to Y}. De verzamelingen {\displaystyle X_{j}} worden de domeinen van de operatie genoemd. De verzameling {\displaystyle Y} heet het codomein van de operatie, en het vaste niet-negatieve getal {\displaystyle } (het aantal van de argumenen) wordt het plaatsigheid of het type van de operatie genoemd. Een unaire operatie heeft dus plaatsigheid een en een binaire operatie heeft plaatsigheid twee. Een operatie met plaatsigheid nul wordt een nullaire operatie genoemd en is eenvoudig een element van het codomein {\displaystyle Y}. Een operatie van plaatsigheid {\displaystyle k} wordt een {\displaystyle k}-aire operatie genoemd. Een {\displaystyle k}-aire operatie is dus een {\displaystyle (k+1)}-aire relatie, die functioneel is op zijn eerste {\displaystyle k} domeinen.
Dit wordt vaak een finitaire operatie, waar finitair refereert aan het eindige aantal argumenten (de waarde {\displaystyle k}) in een operatie. Wanneer de plaatsigheid gelijk is aan een oneindige ordinaal of kardinaal, of zelfs een willekeurige verzameling die de argumenten indexeert, zullen er complicaties optreden. 
Vaak impliceert het gebruik van de term operatie dat het domein van een functie een macht is van het codomein, hoewel dit lang niet altijd het geval is).

## Domein en bereik
Niet voor elke waarde van een operand kan een operatie worden gedefinieerd. In de reële getallen kan men bijvoorbeeld niet delen door nul of wortels trekken uit negatieve getallen. De waardes waarvoor een operatie is gedefinieerd vormen een verzameling die het domein wordt genoemd. De verzameling die de resultaten bevat wordt het codomein genoemd, terwijl de verzameling van werkelijke waarden die zijn verkregen door het uitvoeren van de operatie het bereik vormen. In de reële getallen resulteert de operatie kwadrateren bijvoorbeeld alleen in niet-negatieve getallen. Het codomein is in dit geval echter de verzameling van reële getallen, terwijl het bereik zich beperkt tot de niet-negatieve getallen. 

## Notatie / operatie / resultaat
Voorbeelden van notatie / operatie / resultaat:
- plusteken / sommatie, optellen / som
- minteken / aftrekking, aftrekken / verschil
- maalteken / vermenigvuldiging, vermenigvuldigen / product
- deelteken / deling, delen / quotiënt
- functiesymbool / functie, de functie toepassen / functiewaarde
- verenigingssymbool / vereniging / vereniging